# Koszary w Postawach
Koszary w Postawach – kompleks koszarowy znajdujący się na terenie garnizonu Postawy. 

## Charakterystyka
Koszary w Postawach zaprojektowane zostały przez Stanisława Odyńca-Dobrowolskiego. W skład kompleksu wchodziły zarówno koszarowce, stajnie i magazyny jak i osiedle mieszkaniowe FKW. Te ostatnie to willa dowódcy, dwa domy oficerskie i dwa podoficerskie. Koszt całej inwestycji szacowano na 105 000 dolarów za grunt i 8 000 000 złotych za budynki. Pierwszym pododdziałem wojskowym zakwaterowanym w koszarach 5 stycznia 1935 był 1 szwadron 23 pułku Ułanów Grodzieńskich. Pozostałe szwadrony pułku przybyły do koszar z końcem kwietnia.
Koszary w Postawach zachowały się (2020) praktycznie w całości. Zajmują one rejon ulic: Kasmanautau – Stankiewicza i stanowią jeden z najcenniejszych zabytków polskiego budownictwa wojskowego okresu międzywojennego. Bloki FKW pełnią nadal funkcje mieszkalne, stajnie stoją po części nieużytkowane, po części zajęte przez różne firmy; opuszczone koszarowce niszczeją, a w zabudowaniach pomocniczych kwateruje Postawski Oddział Graniczny i Szpital Wojskowy Organów Służby Granicznej.